# Јосип Томажич
Јосип Томажич Пино (Трст, 20. март 1915 — Опчине, код Трста, 15. децембар 1941) био је учесник Народноослободилачке борбе и народни херој Југославије.

## Биографија
Рођен је 20. марта 1915. године у Трсту. Похађао је словеначку основну и италијанску средњу трговачку школу у Трсту. Студирао је на економско-трговинском одељењу Тршћанског универзитета (1934–1935. и 1938–1940) и на Економско-комерцијалној високој школи у Загребу (1935—1936).
Године 1931, постао је члан комунистичке омладине, а затим члан Комунистичке партије Италије. Током 1932. године, био је два пута хапшен и након тога стављен под строг полицијски надзор.
У септембру 1935. године, емигрирао је у Југославију, где је деловао у академском друштву „Триглав“ у Загребу и друштву словеначких емиграната из Италије „Нанос“ у Марибору.
Југословенска полиција протерала га је јануара 1936. из Југославије, а тршћанска полиција га је по доласку у Трст по трећи пут ухапсила.
По повратку из војске 1938. године, постао је члан вођства КП Италије за Јулијску крајину, те је радио на организацији партије на тој територији, на поновном издавању илегалног листа „Рад“ и окупљању словеначке омладине у јединствени антифашистички фронт.
Дана 2. јуна 1940. године, полиција га је ухапсила заједно са још 300 словеначких антифашиста. Фашистички специјални суд га је, 14. децембра, осудио на смрт. Наредног дана, Томажич је био стрељан заједно са четири оптуженика у Опчинама код Трста.
Указом Президијума Народне скупштине Федеративне Народне Републике Југославије, 14. децембра 1949. године, проглашен је за народног хероја.